# NG2
Pour les articles homonymes, voir NG2 (homonymie).
NG2 est un duo portoricain de salsa, actif entre 2004 et 2020.

## Histoire
Le groupe est composé de Norberto Vélez et de Gerardo Rivas, ancien chanteur du groupe Gerardito y los Rockolos et fils de Jerry Rivas, un des chanteurs d'El Gran Combo. NG sont les acronymes de Norberto et Gerardo. Ce sont d'anciens musiciens qui accompagnaient Víctor Manuelle. Ils décident de faire une carrière solo, et Víctor Manuelle les a soutenu. Aux Billboard Latin Awards 2005, ils obtiennent le prix de la meilleure chanson, catégorie musique tropicale avec le titre Quitemonos La Ropa.
Le duo connait beaucoup de succès au cours de sa courte carrière, remportant même un Latin Billboard en 2005 pour la meilleure chanson tropicale. Norberto Vélez et Gerardo Rivas, les chanteurs du groupe, interprètent le single Mi salsa se respeta comme un message aux autres groupes de l'industrie. Ils voulaient ainsi exprimer que « bien que jeunes dans cette industrie, nous savons très bien faire notre travail ». Lorsque le groupe a fait ses débuts, son succès est sous-estimé par le public et les autres musiciens. Les deux artistes indiquent également qu'ils voulaient que le genre tropical unifie leurs efforts, afin de susciter l'intérêt du public.
En 2018, NG2 sort son nouvel album Conceptos, qui mêle reggaeton et bachata avec de la guitare. Après 16 ans d'existence, le groupe se sépare en 2020.